# Zabajkalski okraj
Zabajkalski okraj (rusko: Забайкальский край, latinizirano: Zabaikal'skii krai, IPA: [zəbɐjˈkalʲskʲɪj kraj]) je federalni subjekt Rusije (okraj), na ruskem Daljnem vzhodu. Njegov administrativni center je Čita. Leta 2010 je bilo njegovo prebivalstvo 1.107.107.
Okraj je bil ustvarjen 1. marca 2008 z združitvijo Čitinske oblasti in Agino-Burjatskega avtonomnega okrožja po referendumu na to temo 11. marca 2007. Leta 2018 je okraj postal del Daljnovzhodnega federalnega okrožja.

## Geografija
Okraj leži v zgodovinski pokrajini Transbajkaliji (Davrija) in ima dolgo mednarodno mejo s Kitajsko (Notranjo Mongolijo in Heilongdžiangom) (998 km) in Mongolijo (pokrajine Dornod, Hentii in Selenge) (868 km); njegove notranje meje so z Irkutsko in Amursko oblastjo, Burjatijo in Saho.

## Zgodovina
Prvi znaki človeške poselitve segajo 35.000–150.000 let nazaj. Zgodnje dokaze so našli na površini starodavnih rečnih peskokopov Giršelunkin pri Čiti.
Glede na toponime so Zabajkalijo nekoč poseljevali govorci izumrlega jenisejskega jezika.
Na bajkalskem območju so našli slovanske grobovne spomenike, povezane z Mongoli. Območju Zabajkalskga okraja so vladali imperij Xiongnu (209 pr. n. št.–93), mongolska država Xianbei (93–234), Rouranski kaganat (330–555), Mongolsko cesarstvo (1206–1368) in Severni Juan (1368–1691).